# Oligota insolita
Oligota insolita är en skalbaggsart som beskrevs av Sharp 1908. Oligota insolita ingår i släktet Oligota och familjen kortvingar. Inga underarter finns listade i Catalogue of Life.